# Amaxia chaon
Amaxia chaon är en fjärilsart som beskrevs av Druce 1883. Amaxia chaon ingår i släktet Amaxia och familjen björnspinnare. Inga underarter finns listade i Catalogue of Life.